# Hynobius abei
Kỳ giông Abe, tên khoa học Hynobius abei, là một loài kỳ giông ở Hynobiidae. Chúng là loài đặc hữu của Nhật Bản.
Các môi trường sống tự nhiên của chúng là các khu rừng ôn hòa, đầm nước ngọt, và suối nước ngọt. Chúng hiện đang bị đe dọa do mất môi trường sống.